# Bóng nước tại Đại hội Thể thao châu Á 2022
Bóng nước tại Đại hội Thể thao châu Á 2022 được tổ chức tại Trung tâm thể thao Hoàng Long, Hàng Châu, Trung Quốc từ ngày 25 tháng 9 đến 7 tháng 10. Chín quốc gia với tám đội nam và bảy đội nữ tham gia giải đấu.

## Lịch thi đấu
| ● | Vòng | ● | Vòng cuối | SL | Vòng sơ loại | ¼ | Tứ kết | ½ | Bán kết | CK | Chung kết |

| ND↓/Ngày → | 25/9 Thứ 2 | 26/9 Thứ 3 | 27/9 Thứ 4 | 28/9 Thứ 5 | 29/9 Thứ 6 | 30/9 Thứ 7 | 1/10 CN | 2/10 Thứ 2 | 3/10 Thứ 3 | 4/10 Thứ 4 | 5/10 Thứ 5 | 6/10 Thứ 6 | 7/10 Thứ 7 |
| ---------- | ---------- | ---------- | ---------- | ---------- | ---------- | ---------- | ------- | ---------- | ---------- | ---------- | ---------- | ---------- | ---------- |
| Nam        |            |            |            |            |            |            |         | SL         | SL         | SL         | ¼          | ½          | CK         |
| Nữ         | ●          | ●          | ●          | ●          | ●          | ●          | ●       |            |            |            |            |            |            |

## Bảng tổng sắp huy chương
| Hạng               | Đoàn               | Vàng | Bạc | Đồng | Tổng số |
| ------------------ | ------------------ | ---- | --- | ---- | ------- |
| 1                  | Nhật Bản (JPN)     | 1    | 1   | 0    | 2       |
| 1                  | Trung Quốc (CHN)   | 1    | 1   | 0    | 2       |
| 3                  | Kazakhstan (KAZ)   | 0    | 0   | 2    | 2       |
| Tổng số (3 đơn vị) | Tổng số (3 đơn vị) | 2    | 2   | 2    | 6       |

## Danh sách huy chương
| Nội dung | Vàng | Bạc | Đồng |
| -------- | --- | --- | --- |
| Nam      | Nhật Bản · Seiya Adachi · Atsushi Arai · Kenta Araki · Kiyomu Date · Yusuke Inaba · Towa Nishimura · Ikkei Nitta · Daichi Ogihara · Keigo Okawa · Toi Suzuki · Mitsuru Takata · Katsuyuki Tanamura · Taiyo Watanabe | Trung Quốc · Chen Rui · Chen Yimin · Chen Zhongxian · Chu Chenghao · Hu Zhangxin · Liang Zhiwei · Liu Yu · Peng Jiahao · Tan Feihu · Wu Honghui · Xie Zekai · Zhang Chufeng · Zhang Jinpeng | Kazakhstan · Ruslan Akhmetov · Danil Artyukh · Temirlan Balfanbayev · Yegor Beloussov · Dušan Marković · Daniil Matolinets · Mikhail Ruday · Murat Shakenov · Alexey Shmider · Sultan Shonzhigitov · Eduard Tsoy · Rustam Ukumanov · Srđan Vuksanović                                |
| Nữ       | Trung Quốc · Zhang Jiaqi · Yan Siya · Yan Jing · Xiong Dunhan · Zhai Ying · Wang Shiyun · Lu Yiwen · Wang Huan · Deng Zewen · Nong Sanfeng · Chen Xiao · Zhang Jing · Dong Wenxin                                   | Nhật Bản · Minami Shioya · Yumi Arima · Akari Inaba · Eruna Ura · Kako Kawaguchi · Hikaru Shitara · Ai Sunabe · Eri Kitamura · Kiyoka Goto · Fuka Nishiyama · Momo Inoue                    | Kazakhstan · Alexandra Zharkimbayeva · Darya Pochinok · Anastassiya Glukhova · Viktoriya Kaplun · Valeriya Anossova · Madina Rakhmanova · Anna Novikova · Yelizaveta Rudneva · Milena Nabiyeva · Viktoriya Khritankova · Anastassiya Mirshina · Anastassiya Tsoy · Mariya Martynenko |

## Quốc gia tham dự

### Nam
| Bảng A - Hàn Quốc - Thái Lan - Iran - Trung Quốc | Bảng B - Singapore - Kazakhstan - Hồng Kông - Nhật Bản |

### Nữ
- Trung Quốc
- Nhật Bản
- Hàn Quốc
- Kazakhstan
- Singapore
- Thái Lan
- Uzbekistan

## Bảng xếp hạng cuối cùng

### Nam
| Thứ hạng | Quốc gia   |
| -------- | ---------- |
| 1        | Nhật Bản   |
| 2        | Trung Quốc |
| 3        | Kazakhstan |
| 4        | Iran       |
| 5        | Singapore  |
| 6        | Hàn Quốc   |
| 7        | Hồng Kông  |
| 8        | Thái Lan   |

### Nữ
| Thứ hạng | Đội tuyển  | ST | T | TPĐ | BPĐ | B |
| -------- | ---------- | -- | - | --- | --- | - |
| 1        | Trung Quốc | 6  | 6 | 0   | 0   | 0 |
| 2        | Nhật Bản   | 6  | 5 | 0   | 0   | 1 |
| 3        | Kazakhstan | 6  | 4 | 0   | 0   | 2 |
| 4        | Singapore  | 6  | 3 | 0   | 0   | 3 |
| 5        | Thái Lan   | 6  | 2 | 0   | 0   | 4 |
| 6        | Uzbekistan | 6  | 1 | 0   | 0   | 5 |
| 7        | Hàn Quốc   | 6  | 0 | 0   | 0   | 6 |